# Wyścigi samochodowe w 1905 roku
Dwunasty rok wyścigów samochodowych organizowanych w Europie i Stanach Zjednoczonych, a ostatni przed organizacją pierwszego wyścigu Grandes Épreuves.

## Podsumowanie wyścigów
| Data            | Wyścig                                              | Zwycięzca (kierowcy)     | Zwycięzca (konstruktorzy) | Wyniki |
| --------------- | --------------------------------------------------- | ------------------------ | ------------------------- | ------ |
| 15 lutego       | Cuban Race                                          | Ernesto Carricaburu      | Mercedes                  | Wyniki |
| 30 maja         | English Elimination Trials                          | Clifford Earp            | Napier                    | Wyniki |
| 16 czerwca      | Eliminatoires Françaises de la Coupe Internationale | Léon Théry               | Richard-Brasier           | Wyniki |
| 5 lipca         | Puchar Gordona Bennetta                             | Léon Théry               | Richard-Brasier           | Wyniki |
| 7 sierpnia      | Circuit des Ardennes                                | Victor Hémery            | Darracq                   | Wyniki |
| 27 sierpnia     | Frankfurt Circuit Race                              | Fritz von Opel           | Opel                      | Wyniki |
| 3 września      | Bahrenfeld Race                                     | Henri Jeannin            | Argus                     | Wyniki |
| 9 września      | Coppa Florio                                        | Giovanni Battista Raggio | Itala                     | Wyniki |
| 23 września     | Vanderbilt Elimination Race                         | Albert Dingley           | Pope-Toledo               | Wyniki |
| 14 października | Vanderbilt Cup                                      | Victor Hémery            | Darracq                   | Wyniki |